# Anri Okita
Anri Okita (jap. 沖田杏梨 Okita Anri) – brytyjsko-japońska piosenkarka, autorka tekstów piosenek i była aktorka AV grająca w filmach dla dorosłych.

## Wczesne lata życia
Urodziła się w Birmingham. W wieku ośmiu lat przeprowadziła się z rodzicami do Japonii. W wieku nastoletnim zaczęła oglądać filmy erotyczne i w tym czasie duży wpływ i wywarła na niej Saori Hara, japońska aktorka erotyczna. Następnie wróciła do Anglii, aby studiować tam historię sztuki. W trakcie studiów rozpoczęła karierę w modelingu.

## Kariera aktorska
Okita zaczęła swoją karierę w japońskim przemyśle pornograficznym w wieku 24 lat. Początkowo była związana z wytwórnią S1 No. 1 Style. Ze względu na swój wygląd zyskała niezwykle szybko popularność w Azji wschodniej i południowo-wschodniej, a potem także w USA i Europie. W 2011 roku została uznana przez portal poświęcony filmom erotycznym Internet Adult Film Database za najlepszą debiutantkę w azjatyckim przemyśle porno.
W październiku 2012 przyjęła sceniczny pseudonim Akane Mizuki. Współpracowała z takimi wytwórniami jak: Wanz Factory, Moodyz czy Fitch.
Wystąpiła na galach AVN Adult Entertainment Expo w 2015 oraz AVN Award w 2016.
W 2016 ogłosiła zaprzestanie działalności w branży pornograficznej.

## Obecność w kulturze
Po zakończeniu kariery w branży filmów dla dorosłych Okita nadal cieszyła się dużą popularnością w Japonii. W 2011 wystąpiła w kilku odcinkach japońskiego telewizyjnego reality show Garo Makai Seneki. W 2016 przystąpiła do japońskiego formacji j-pop Ebisu Muscats. W połowie 2017 Okita opuściła zespół z zamiarem rozpoczęcia kariery solowej. W październiku 2017 wypuściła swój pierwszy album Gorilla. Album został sprzedany w ponad 20 tysiącach egzemplarzy i był obecny na azjatyckich listach notowań, podobnie jak jej single "Liar" czy "Cat walk". Wystąpiła w komedii Naked ambition 2 oraz thrillerze Diamond Dogs.
Posiada swój kanał na YouTube, na którym prezentuje treści dotyczące rysunku i szkicowania.
W 2021, chcąc zerwać z dawną przeszłością, poprosiła  producentów swoich dawnych filmów o stopniowe wycofywanie filmów z jej udziałem, ze sprzedaży oraz oficjalnych stron producentów, co spotkało się z nieprzychylną reakcją ze strony fanów.

## Życie osobiste
W grudniu 2017 poślubiła japońskiego biznesmena. W kwietniu 2018 roku para doczekała się córki. 
Wieloletnią przyjaciółką Okity jest Hitomi Tanaka, inna japońska gwiazda porno, którą poznała będąc w branży.